# Équipe du Chili de football à la Coupe du monde 1930

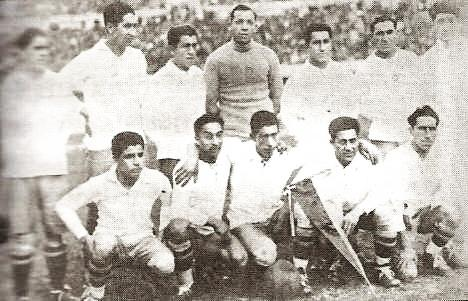
L'équipe du Chili, le 22 juillet 1930, avant le match contre l'Argentine. Au second rang, de gauche à droite : Morales, Chaparro, Saavedra, Cortés, A. Torres, C. Torres. Au premier rang, de gauche à droite : Aguilera, Vidal, Villalobos, Subiabre, Arellano.

L'équipe du Chili de football est éliminée au premier tour de la Coupe du monde 1930.

## Joueurs et encadrement
| Nom                | Nom                 | Club                                          | Date de naissance | J.              | Buts            |                 |                 |                 |
| Gardiens de but    | Gardiens de but     | Gardiens de but                               | Gardiens de but   | Gardiens de but | Gardiens de but | Gardiens de but | Gardiens de but | Gardiens de but |
| ------------------ | ------------------- | --------------------------------------------- | ----------------- | --------------- | --------------- | --------------- | --------------- | --------------- |
|                    | Roberto Cortés      | Colo-Colo                                     | 2 février 1905    | 3               | 0               | 0               | 0               | 0               |
|                    | César Espinoza      | Club de Deportes Santiago Wanderers           | 28 septembre 1900 | 0               | 0               | 0               | 0               | 0               |
| Défenseurs         |                     |                                               |                   |                 |                 |                 |                 |                 |
|                    | Guillermo Riveros   | La Cruz Valparaiso                            | 10 février 1902   | 1               | 0               | 0               | 0               | 0               |
|                    | Ulises Poirier      | La Cruz Valparaiso                            | 2 février 1897    | 1               | 0               | 0               | 0               | 0               |
|                    | Víctor Morales      | Colo-Colo                                     | 10 mai 1905       | 2               | 0               | 0               | 0               | 0               |
|                    | Ernesto Chaparro    | Colo-Colo                                     | 4 janvier 1901    | 2               | 0               | 0               | 0               | 0               |
| Milieux de terrain |                     |                                               |                   |                 |                 |                 |                 |                 |
|                    | Guillermo Saavedra  | Colo-Colo                                     | 5 novembre 1903   | 3               | 0               | 0               | 0               | 0               |
|                    | Humberto Elgueta    | Club de Deportes Santiago Wanderers           | 10 septembre 1904 | 1               | 0               | 0               | 0               | 0               |
|                    | Arturo Torres       | Colo-Colo                                     | 20 octobre 1906   | 3               | 0               | 0               | 0               | 0               |
|                    | Casimiro Torres     | Corporacion Deportiva Everton de Vina del Mar | 1906              | 2               | 0               | 0               | 0               | 0               |
| Attaquants         |                     |                                               |                   |                 |                 |                 |                 |                 |
|                    | Carlos Vidal        | Audax Club Sportivo Italiano                  | 24 février 1902   | 3               | 1               | 0               | 0               | 0               |
|                    | Guillermo Subiabre  | Colo-Colo                                     | 25 février 1902   | 3               | 4               | 0               | 0               | 0               |
|                    | Eberardo Villalobos | Club Social de Deportes Rangers               | 1er avril 1908    | 3               | 0               | 0               | 0               | 0               |
|                    | Guillermo Arellano  | Colo-Colo                                     | 21 août 1908      | 1               | 0               | 0               | 0               | 0               |
|                    | Juan Aguilera       | Audax Club Sportivo Italiano                  | 23 octobre 1903   | 1               | 0               | 0               | 0               | 0               |
|                    | Tomás Ojeda         | Boca Juniors Antofagasta                      | 20 avril 1910     | 2               | 0               | 0               | 0               | 0               |
|                    | Carlos Schneeberger | Colo-Colo                                     | 21 juin 1902      | 2               | 0               | 0               | 0               | 0               |
|                    | Horacio Muñoz       | Arturo Fernández Vial                         | ?                 | 0               | 0               | 0               | 0               | 0               |
|                    | Arturo Coddou       | Arturo Fernández Vial                         | 14 janvier 1905   | 0               | 0               | 0               | 0               | 0               |
| Sélectionneur      |                     |                                               |                   |                 |                 |                 |                 |                 |
|                    | György Orth         |                                               | 30 avril 1901     |                 |                 |                 |                 |                 |

## Compétition

### Premier tour

#### Chili-Mexique
| 16 juillet 1930                     | Chili | 3 – 0   | Mexique                                                                                                | Estadio Gran Parque Central (Montevideo)         |                                                  |
| 14 h 45 · Historique des rencontres | Subiabre 3e, 52e · Vidal 65e                                                                                | (1 - 0) | | Spectateurs : 9 249 Arbitrage : Henry Christophe | Spectateurs : 9 249 Arbitrage : Henry Christophe |
| 14 h 45 · Historique des rencontres | Rapport |         | | Spectateurs : 9 249 Arbitrage : Henry Christophe | Spectateurs : 9 249 Arbitrage : Henry Christophe |
| 14 h 45 · Historique des rencontres | Cortés - Poirier, Morales - A. Torres, Saavedra, Elgueta - Ojeda, Subiabre, Villalobos, Vidal, Schneeberger | Équipes | Sota - R. Garza Gutiérrez , M. Rosas - Amézcua, Sánchez, F. Rosas - López, Ruiz, Gayón, Carreño, Pérez | Spectateurs : 9 249 Arbitrage : Henry Christophe | Spectateurs : 9 249 Arbitrage : Henry Christophe |

#### Chili-France
| 19 juillet 1930                     | Chili | 1 – 0   | France                                                                                                   | Stade Centenario (Montevideo)                 |                                               |
| 12 h 50 · Historique des rencontres | Subiabre 67e                                                                                                   | (0 - 0) | | Spectateurs : 2 000 Arbitrage : Anibal Tejada | Spectateurs : 2 000 Arbitrage : Anibal Tejada |
| 12 h 50 · Historique des rencontres | Rapport |         | | Spectateurs : 2 000 Arbitrage : Anibal Tejada | Spectateurs : 2 000 Arbitrage : Anibal Tejada |
| 12 h 50 · Historique des rencontres | Cortés - Chaparro, Riveros - A. Torres, Saavedra, C. Torres - Ojeda, Subiabre, Villalobos, Vidal, Schneeberger | Équipes | Thépot - Capelle, Mattler - Chantrel, Delmer, Villaplane - Libérati, Delfour, Pinel, Veinante, Langiller | Spectateurs : 2 000 Arbitrage : Anibal Tejada | Spectateurs : 2 000 Arbitrage : Anibal Tejada |

#### Argentine-Chili
| 22 juillet 1930                     | Argentine | 3 – 1   | Chili | Stade Centenario (Montevideo)                  |                                                |
| 14 h 45 · Historique des rencontres | Stábile 12e, 13e · M. Evaristo 51e                                                                                     | (2 - 1) | 15e Subiabre                                                                                                   | Spectateurs : 41 459 Arbitrage : John Langenus | Spectateurs : 41 459 Arbitrage : John Langenus |
| 14 h 45 · Historique des rencontres | Rapport |         | | Spectateurs : 41 459 Arbitrage : John Langenus | Spectateurs : 41 459 Arbitrage : John Langenus |
| 14 h 45 · Historique des rencontres | Bossio - Della Torre, Paternoster - J. Evaristo, Monti, Orlandini - Peucelle, Varallo, Stábile, Ferreira , M. Evaristo | Équipes | Cortés - Chaparro, Morales - A. Torres, Saavedra , C. Torres - Arellano, Subiabre, Villalobos, Vidal, Aguilera | Spectateurs : 41 459 Arbitrage : John Langenus | Spectateurs : 41 459 Arbitrage : John Langenus |

#### Classement
| Rang | Équipe    | Pts | J | G | N | P | Bp | Bc | Diff |  | Résultats (▼ dom., ► ext.) |  |     |     |     |
| ---- | --------- | --- | - | - | - | - | -- | -- | ---- |  | -------------------------- |  | --- | --- | --- |
| 1    | Argentine | 6   | 3 | 3 | 0 | 0 | 10 | 4  | +6   |  | Argentine                  |  | 3-1 | 1-0 | 6-3 |
| 2    | Chili     | 4   | 3 | 2 | 0 | 1 | 5  | 3  | +2   |  | Chili                      |  |     | 1-0 | 3-0 |
| 3    | France    | 2   | 3 | 1 | 0 | 2 | 4  | 3  | +1   |  | France                     |  |     |     | 4-1 |
| 4    | Mexique   | 0   | 3 | 0 | 0 | 3 | 4  | 13 | -9   |  | Mexique                    |  |     |     |     |